# Daniel Desrochers
Daniel Desrochers (1984-1995) est un garçon québécois tué à l'âge de 11 ans devant l'école Saint-Nom-de-Jésus, à la suite de l'explosion d'un véhicule piégé. L'enfant est une victime collatérale de la guerre des motards au Québec. Sa mort provoque l'indignation de la population québécoise.

## Chronologie
Une guerre ouverte est lancée en 1994 entre les Hells Angels et les Rock Machines, deux bandes de motards qui se disputaient le marché de la drogue de Montréal. Des attentats à la bombe et des règlements de comptes se succèdent au fil des mois.
Le 9 août 1995, à 12 h 45, une voiture piégée explose sur la rue Adam, près du boulevard Pie-IX, dans l'arrondissement de Mercier–Hochelaga-Maisonneuve. Le conducteur, Marc Dubé, un présumé trafiquant de drogue de 26 ans, est tué sur le coup. Daniel Desrochers, qui se trouve sur le trottoir opposé lors de l'explosion, est atteint à la tête par un débris. Il demeure dans le coma pendant quatre jours avant de succomber à ses blessures, le 13 août 1995.
La mort du petit Desrochers provoque la colère de la population qui réclame une intervention policière accrue pour contrer ce qui semble être devenu un fléau. La même semaine, le SPCUM (Service de police de la Communauté urbaine de Montréal), ancêtre du SPVM (Service de police de la Ville de Montréal) met sur pied une équipe multidisciplinaire de trente inspecteurs chargée d'enquêter sur les récents meurtres reliés à la guerre des motards. Un mois plus tard, la police de la Communauté urbaine de Montréal se joint à la Sûreté du Québec pour donner naissance à l'escouade Carcajou.

## Josée-Anne Desrochers
À la suite du décès de son fils, Josée-Anne Desrochers (1965 – 27 mars 2005) a consacré les dix dernières années de sa vie à dénoncer les activités illégales des bandes de motards criminalisés et recueille près de deux millions de signatures pour réclamer l'adoption d'une loi antigang. Parallèlement, elle crée le Regroupement des innocentes victimes du crime organisé et la fondation Daniel-Desrochers, destinée à dénoncer la violence sous toutes ses formes et à sensibiliser la population. Elle poursuit également Maurice « Mom » Boucher, présumé chef des Hells Angels, qu'elle tient pour responsable de la mort de son fils,.
En mars 2002, elle lance Mon enfant contre une bombe, un livre rédigé par Hélène Bard à la suite de nombreux entretiens avec Mme Desrochers.  En plus de partager sa profonde déception face à l'inaction qu'elle perçoit des autorités gouvernementales, elle y allègue avoir reçu, quelques semaines après la mort de son fils, une offre de deux millions de dollars pour faire taire sa campagne réclamant un projet de loi antigang. En 1997, une offre de trois millions de dollars lui aurait été offerte par Gilles Daudelin, alors avocat de Maurice « Mom » Boucher.
Josée-Anne Desrochers, alors âgée de 40 ans, est décédée au centre hospitalier régional de Lanaudière le 27 mars 2005 des suites de complications dues à une pneumonie.